# FKテレオプティク
フドバルスキ・クルブ・テレオプティク（セルビア語: Фудбалски клуб Телеоптик, セルビア・クロアチア語: Fudbalski klub Teleoptik）は、セルビアのベオグラード・ゼムンをホームタウンとするサッカークラブである。

## 歴史
クラブは1952年に同名の企業テレオプティクの労働者とサッカー愛好家によって創設された。
パルチザンと技術・ビジネスで協力関係を結び、ゼムンにスポルツキ・ツェンタル・パルティザン・テレオプティクが建設された。
2009年にプルヴァリーガに参加して5シーズンを過ごした後、3部リーグのスルプスカリーガに降格し、スルプスカリーガ・ベオグラード地方で3シーズンを過ごした。2016-17シーズンにスルプスカリーガで優勝してプルヴァリーガに復帰した。

## 歴代監督
- ブランコ・バビッチ 1985-1990
- ズドラヴコ・ゼムノヴィッチ 1990-1992
- ヴク・ラショヴィッチ 2011-2013

## 歴代所属選手
- ズドラヴコ・ゼムノヴィッチ 1969-1976
- スルジャン・バリャク 1997-1999, 2000-2001
- ダンコ・ラゾヴィッチ 2000-2001
- ニコラ・ドリンチッチ 2003-2004
- スルジャ・クネジェヴィッチ 2003-2005
- イヴァン・オブラドヴィッチ 2006-2007
- ミラン・ボヨヴィッチ 2006-2007
- ネマニャ・トミッチ 2006-2009
- ネナド・ジヴコヴィッチ 2007-2008
- ペタル・シュクレティッチ 2007-2009
- マティヤ・ナスタシッチ 2010-2011
- ミロシュ・ヨイッチ 2010-2012
- アレクサンダル・ミトロヴィッチ 2011-2012
- ネマニャ・ミロヴァノヴィッチ 2011-2014
- ミラディン・ステヴァノヴィッチ 2013-2014
- サシャ・ルキッチ 2013-2015
- ミロスラヴ・ボゴサヴァツ 2013-2016
- フィリプ・クリャイッチ 2014
- ネマニャ・ペリッチ 2014-2017
- イゴル・ズラタノヴィッチ 2015-2016
- ニコラ・ミレンコヴィッチ 2015-2016
- ヴェリコ・ビルマンチェヴィッチ 2016-2017
- アレクサンダル・カタニッチ 2017
- ヨヴァン・ヴラルキン 2018-2019
- イヴァン・ミロサヴリェヴィッチ 2018-2019